# Chongjin
Chongjin er en by i det nordøstlige Nordkorea med et indbyggertal på ca. 667.929 (2008) indbyggere. Byen ligger 693 o.h ved kysten til det Japanske Hav og ca. 100 km fra den russiske grænse. Byen er en vigtig kultur- og havneby.
Byen er et af Nordkoreas industrielle centre med skibsværft, stål- og maskinproduktion samt tekstilindustri og kemisk industri. Foruden skibe produceres der lokomotiver og gummi. I befinder der sig også et forskningscentrum for fødevarer fra havet.

## Administrative enheder
Fra 1960 til 1967 og fra 1977 til 1985 var byen administreret som en specialby adskilt fra provinsen. Siden 1985 er byen hovedstad for provinsen Nordhamgyong. Ca.80 procent af Chongjins adminastrationsområde, som også har landlige regioner, er dækket af skov.
Chongjin er opdelt i syv distrikter («Kuyeok» eller «Gu»).
- Chongam|Ch'ŏngam – guyŏk (청암구역; 青岩區域)
- Pohang|P'ohang – guyŏk (포항구역; 浦港區域)
- Puyun – guyŏk (부윤구역; 富潤區域)
- Ranam – guyŏk (라남구역; 羅南區域)
- Sinam-guyŏk (신암구역; 新岩區域)
- Songp'yŏng- guyŏk (송평구역; 松坪區域)
- Sunam-guyŏk (수남구역; 水南區域)

,
Oprindelig var byen et fiskerleje i det nordøstlige hjørne af landet. I 1908 beordrede Japan at det blev åbnet for skibsfarten med det formål at knytte det nordøstlige Kina og Korea sammen med det japanske rige. Byen blev dermed en af de tre af dets åbne havne i Korea. I 2003 etablerede Nordkoreas myndigheder en officiel koreansk havneby. Kina og Rusland har etableret konsultater i byen som den eneste by udenfor Pyongyang med diplomatisk repræsention.

## Historie
I Koreakrigen (1950-1953) blev byen den 19 august 1950 bombet af amerikanske flyvemaskiner, hvorved store dele af byen blev ødelagt.